# Сермон
Сермон је био владар Срема у 11. веку, вазал бугарског цара Самуила. 

## Историја
После пада Самуиловог царства, као последњи слободни војвода владао је Сермон. Тадашњи управник Београда и Сермонов сусед Константин Диоген (отац каснијег цара Романа Диогена) позвао га је да се сусретну на сред реке Саве ради једног личног договора, а пратњу је требало да им сачињавају три слуге. Током састанка Сермон је убијен, након чега је Диоген са војском кренуо на Сирмијум (данашњу Сремску Митровицу). Када је Диоген са војском стигао до града, Сермонова удовица је, попут Владиславове удовице која је предала Самуилово царство, без борбе предала Сермонову земљу Византинцима, чиме је 1019. године Самуилово царство коначно угушено.
Сермонова резиденција се вероватно налазила у Сремској Митровици, где је ковао сопствене златнике. Три таква златника нађена су у близини Новог Сада, у једном петроварадинском винограду, што нам потврђује да се Сермонова власт простирала и на овом подручју.